# Joakim Jennefors
Bo Joakim Jennefors, född 10 juni 1966 i Avesta, är en svensk skådespelare, röstskådespelare, sångare, musikalartist och kompositör.

## Biografi
Joakim Jennefors är utbildad vid Södra Latins musiklinje i Stockholm och debuterade 1986 i rollen som Gabriel i musikalen Ringo på Göta Lejon i Stockholm. Som sångare och skådespelare har han spelat i diverse huvudroller i musikaler som West Side Story som Tony, Les Misérables som Enjolras, Kristina från Duvemåla som Karl Oskar, samt i Chess.
Jennefors har både regisserat dubbningen i ett flertal filmer och har lånat ut sin röst till många svenskdubbade filmer och serier såsom Steven Spielbergs Tintin, Lorax, Upp, Toy Story 3, Narnia-filmerna, Familjen Robinson, Ringaren i Notre Dame, Vilddjuren, Herbie: Fulltankad och Kurage, den hariga hunden.
Musikaliskt ansvarig har han varit i produktioner som Bilar 2, Trassel, Lilla kycklingen, filmerna om Tingeling, Kalle och chokladfabriken, Happy Feet och Happy Feet 2, Tarzan 2 och Bambi 2. Han har också skrivit filmmusiken till Pernilla Hinsefelts prisbelönta animerade kortfilm Schack och även musiken till trailern för Zon 261.
Jennefors sjöng i den svenska versionen av det första Pokémon-ledmotivet "Pokémonsången" och var även ledsångare i det andra motivet "Pokémonvärld". Han gjorde comeback efter en säsong för att sjunga den fjärde säsongens motiv "Född att vinna striden". Ytterligare Pokémonmotiv sjungna av Jennefors är "Pokémon Advanced" (säsong 6), "Denna Dröm" (säsong 7) och "Pokémonsången 2014" (säsong 17).
Han är gift med röstskådespelerskan Charlotte Ardai Jennefors och tillsammans har de döttrarna Mikaela och Amanda.

## Filmografi
- 1988 – Katten Gustaf (TV-serie) (röst som Orson)
- 1992 – Svart Lucia
- 1992 – Aladdin (röst)
- 1996 – Ringaren i Notre Dame (röst som Quasimodo)
- 1997 – Bananer i pyjamas (TV-serie) (röst som Herr Mus)
- 1998 – Rudolf med den röda mulen (röst som Rudolf)
- 1998 – Katthund (TV-serie) (röst som Katt och Hund)
- 1999 – Digimon Adventures (TV-serie) (röst som Bukamon/Gomamon/Ikkakumon/Zudomon och Angemon/MagnaAngemon)
- 1999 – Kurage, den hariga hunden (TV-serie) (röst som Kurage, den hariga hunden)
- 2000 – Familjen Flinta i Viva Rock Vegas (röst)
- 2001 – Ringaren i Notre Dame II (röst som Quasimodo)
- 2001 – Som hund och katt (röst som professor Charles Brody)
- 2002 – Nalle har ett stort blått hus (TV-serie) (röst som Nalle)
- 2003 – Katten (röst som Katten)
- 2004 – Herbie: Fulltankad (dialogregissör)
- 2004 – Brandy & Herr Morris (TV-serie) (röst som Morris hjärna)
- 2004 – Sagoberättaren (TV-serie) (röst)
- 2004 – Svampbob Fyrkant (TV-serie) (röst som Bläckvard)
- 2004 – Bionicle 2: Legenderna från Metru Nui (röst som Whenua)
- 2005 – Tarzan II (dialogregissör och sånginstruktör)
- 2005 – Puhs film om Heffaklumpen (sånginstruktör)
- 2005 – Sanningen om Rödluvan (sånginstruktör)
- 2005 – Kejsarens nya stil 2 – Kronks nya stil (sånginstruktör)
- 2005 – Lilla kycklingen (sånginstruktör)
- 2005 – Kalle och chokladfabriken (sånginstruktör)
- 2005 – Berättelsen om Narnia: Häxan och lejonet (dialogregissör)
- 2005 – Bionicle 3: Nät av skuggor (röst som Whenua)
- 2006 – Harry Potter och den flammande bägaren (röst som Barty Crouch Jr)
- 2006 – Micke och Molle 2 (dialogregissör & sånginstruktör)
- 2006 – Berättelsen om Narnia: Kung Caspian och skeppet Gryningen (dialogregissör och sånginstruktör)
- 2006 – Björnbröder 2 (sånginstruktör och sång)
- 2006 – Bilar (sånginstruktör)
- 2006 – Natt på museet (röst som farao Ahkmenrah)
- 2006 – Bambi 2 (sånginstruktör)
- 2006 – Vilddjuren (dialogregissör och sånginstruktör)
- 2007 – Familjen Robinson (dialogregissör och solosång)
- 2008 – Tingeling (sånginstruktör)
- 2008 – Den lilla sjöjungfrun - Sagan om Ariel (röst som Benjamin)
- 2009 – Upp (dialogregissör och sånginstruktör)
- 2009 – Natt på museet 2 (röst som farao Ahkmenrah)
- 2010 – Trassel (sånginstruktör)
- 2010 – Berättelsen om Narnia: Kung Caspian och skeppet Gryningen (dialogregissör)
- 2010 – Toy Story 3 (dialogregissör & sånginstruktör)
- 2010 – My Little Pony: Vänskap är magisk (TV-serie) (röst som Big Macintosh, Herr Cake, Lord Tirek m.fl.)
- 2010 – Dumma mej (röst)
- 2011 – Bilar 2  (sånginstruktör)
- 2011 – Happy Feet 2 (dialogregissör och sånginstruktör)
- 2011 – Hopp (dialogregissör)
- 2011 – Tavlan (Le tableau) (dialogregissör)
- 2011 – Tintins äventyr: Enhörningens hemlighet (dialogregissör)
- 2011 – Svärföräldrarna från helvetet (TV-serie)
- 2012 – ParaNorman (dialogregissör)
- 2012 – Lorax (dialogregissör och sånginstruktör)
- 2012 – Hotell Transylvanien (röst som Griffin, Den osynlige mannen)
- 2012 – Madagaskar 3 (röst som lejonet Alex)
- 2012 – Tingeling (Vingarnas hemlighet) (sånginstruktör)
- 2013 – Frost (sånginstruktör)
- 2013 – Epic - Skogens hemliga rike (dialogregissör)
- 2013 – Hokus pokus Alfons Åberg (dialogregissör och sånginstruktör)
- 2013 – Turbo (röst som kommentator)
- 2014 – Natt på museet: Gravkammarens hemlighet (röst som farao Ahkmenrah)
- 2015 – Hotell Transylvanien 2 (röst som Griffin, Den osynlige mannen)
- 2015 – Svampbob Fyrkant: Äventyr på torra land (röst som Bläckvard)
- 2015 – Insidan ut (dialogregissör)
- 2016 – Hitta Doris (dialogregissör)
- 2016 – Trolls (röst som Guy Diamond)
- 2016 – Vaiana (sånginstruktör)
- 2016 – Zootropolis (dialogregissör)
- 2017 – Coco (sånginstruktör)
- 2017 – Skönheten och odjuret (dialogregissör och sånginstruktör)
- 2017 – Klas Klättermus (röst som Jösse Bagare)
- 2018 – Mary Poppins kommer tillbaka (dialogregissör och sånginstruktör)
- 2018 – Hotell Transylvanien 3: En monstersemester (röst som Griffin, Den osynlige mannen)
- 2018 – Smallfoot (sånginstruktör)
- 2019 – Frost 2 (sånginstruktör)
- 2019 – Lejonkungen (sånginstruktör)
- 2019 – Toy Story 4 (dialogregissör och sånginstruktör)
- 2019 – Drömparken (röst som morbror Tony)
- 2020 – Pelle Svanslös (röst som pappan)
- 2020 – Svampbob: Svamp på rymmen (röst som Bläckvard)
- 2020 – Ugglehuset (TV-serie) (övriga röster)
- 2021 – Lassie kommer hem (röst som Sebastian von Sprengel)
- 2022 – Sonic Prime (TV-serie) (röst som Hangry)
- 2022 – Folk och rövare i Kamomilla stad (röst)
- 2024 – Super-Charlie (röst)

## Teater

### Roller
| År   | Roll                                       | Produktion                                                                                            | Regi              | Teater                   |
| ---- | ------------------------------------------ | --- | ----------------- | ------------------------ |
| 1986 | Gabriel                                    | Ringo Birgitta Götestam, Göran Arnberg och Magnus Fermin                                              | Birgitta Götestam | Göta Lejon               |
| 1987 | Peter van Daan                             | Anne Franks dagbok                                                                                    | Rudolph Penka     | Fria teatern i Högdalen  |
| 1987 | Ballongflygaren                            | Tjuren Ferdinand Birgitta Götestam, Andreas Aarflot, Mats Lindberg, Lennart Simonsson och Ari Stockås | Birgitta Götestam | Göta Lejon               |
| 1988 | Tony                                       | West Side Story                                                                                       | Runar Borge       | Chinateatern             |
| 1990 | Enjolras                                   | Les Miserables                                                                                        | Ken Caswell       | Cirkus                   |
| 1992 |                                            | Den vilda sardinen Michael Frayn                                                                      | Tony Verner       | Folkan                   |
| 1993 | Joe B. Mauldin                             | Buddy – The Buddy Holly Story Alan Janes och Rob Bettinson                                            | Tony Verner       | Göta Lejon               |
| 1996 | Pepe (Pojken)                              | Pojken och Stjärnan (andra säsongen)                                                                  | Agneta Ehrensvärd | Dramaten                 |
| 1998 | Karl Oskar (Inhopp)                        | Kristina från Duvemåla                                                                                | Lars Rudolfsson   | Cirkus                   |
| 1999 | Tony                                       | West Side Story                                                                                       | Staffan Appelgren | Göteborgsoperan          |
| 2002 | Anatolij (understudy) Freddie (understudy) | Chess på svenska                                                                                      | Lars Rudolfsson   | Cirkus                   |
| 2008 | Ensemble                                   | Jekyll & Hyde                                                                                         | Staffan Appelgren | Chinateatern             |
| 2008 | Pappa Rudolf                               | Sune Anders Jacobsson och Sören Olsson och Martin Landh                                               | Fredde Granberg   | Göta Lejon               |
| 2009 | Ensemble / Doolittle                       | My Fair Lady Frederick Loewe och Alan Jay Lerner                                                      | Tomas Alfredson   | Oscarsteatern            |
| 2012 | Charles Guiteau                            | Assasins                                                                                              | Staffan Appelgren | Södra teatern            |
| 2013 | Ensemble / Pirelli                         | Sweeney Todd                                                                                          | Tobias Theorell   | Kulturhuset Stadsteatern |
| 2014 | Kommissarie Fogarty                        | Chicago John Kander, Fred Ebb och Bob Fosse                                                           | Roine Söderlundh  | Kulturhuset Stadsteatern |
| 2015 | Konstapel Mcdonald                         | Ladykillers Graham Linehan                                                                            | Emma Bucht        | Oscarsteatern            |
| 2016 | Inhopp för 4 roller!                       | Donna Juanita                                                                                         | Johanna Garpe     | Kulturhuset Stadsteatern |
| 2017 | Swing                                      | Billy Elliot Elton John och Lee Hall                                                                  | Ronny Danielsson  | Kulturhuset Stadsteatern |
| 2018 | Ensemble + Arne & Stig                     | Så som i himmelen Fredrik Kempe, Kay Pollak och Carin Pollak                                          | Markus Virta      | Oscarsteatern            |
| 2020 | Oz m.fl.                                   | Come From Away Irene Sankoff och David Hein                                                           | Markus Virta      | Östgötateatern           |
| 2022 | Oz m.fl.                                   | Come From Away Irene Sankoff och David Hein                                                           | Markus Virta      | Östgötateatern           |